# 칠로에현

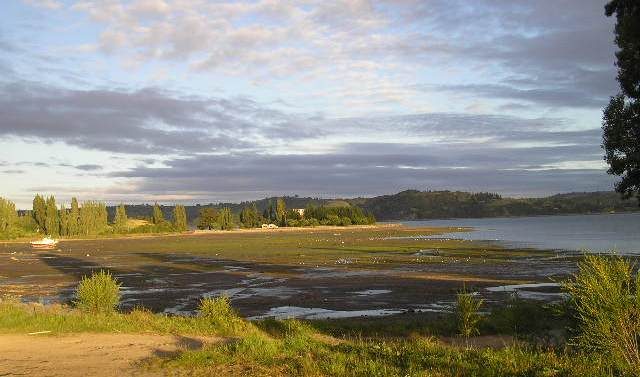

칠로에현(스페인어: Provincia de Chiloé)은 칠레 로스라고스 주를 구성하는 4개의 현 가운데 하나로 현도는 카스트로이며 면적은 7,165.5km2, 인구는 161,654명(2012년 기준), 인구 밀도는 23명/km2이다.